# 丰原放送局
丰原放送局（日语：豊原放送局，とよはらほうそうきょく），全称为“社团法人日本放送协会丰原放送局”（日语：社団法人日本放送協会豊原放送局），是社团法人日本放送协会（今NHK）曾经存在的放送局之一，位于日本统治下的桦太厅丰原市（今俄罗斯萨哈林州南萨哈林斯克市），呼号为JDAK，1941年12月正式开播，1945年8月因苏军占领库页岛南部而停止播音。

## 历史
1936年8月，札幌中央放送局（今NHK札幌放送局）为“桦太厅始政30回纪念桦太拓殖共进会（日语：樺太庁始政30回記念樺太拓殖共進会）”开设了一个临时放送局，用来播报新闻及转播会场实况，并在丰原市周边调查电波接收情况。
1937年，日本放送协会在丰原公园选定了电台台址，次年正式决定开设丰原放送局。1941年11月21日，丰原放送局开始试播，呼号“JDAK”，功率1kW，到12月26日正式开播，功率改为50W。1942年3月21日，由于电波管制，丰原放送局改为有线广播，功率仍为50W。1944年12月，利用电灯线路对大泊町（今俄罗斯科尔萨科夫）及真冈町（今俄罗斯霍尔姆斯克）的有线广播开始。
1945年8月9日，苏联对日宣战，并向库页岛北纬50°线以南进攻；15日，丰原放送局转播了终战诏书。8月下旬，苏军进驻并接管了丰原放送局，放送局停止广播。

## 频率
- AM620kc（1941.11.21-1941.12.26），功率1kW；
- AM750kc（1941.12.26-1942.03.21），功率50W；

1942年3月21日之后改为有线广播，无线广播停止。